# Agate Peak
Agate Peak är en bergstopp i Antarktis. Den ligger i Östantarktis. Nya Zeeland gör anspråk på området. Toppen på Agate Peak är 2 230 meter över havet, eller 198 meter över den omgivande terrängen. Bredden vid basen är 2,2 km.
Terrängen runt Agate Peak är platt åt sydväst, men kuperad i nordostlig riktning. Trakten är obefolkad utan några samhällen i närheten.